# Kot norweski leśny
Kot norweski leśny (norw. Norsk skogkatt) – naturalna rasa kota przystosowana do życia w chłodnym klimacie.

## Pochodzenie
Pochodzenie rasy na terenach Skandynawii nie jest dokładnie określone. Jedna z teorii mówi, że przodkowie tych kotów zostali przywiezieni przez krzyżowców; inna, że przez wikingów z Wysp Brytyjskich.
W latach 70. XX wieku rasa otrzymała wzorzec i została uznana przez FIFe.

## Wygląd
Kot norweski leśny to kot duży, mocnej budowy, zaliczany do kotów półdługowłosych.
Jego tylne łapy są dłuższe od przednich, co pozwala na dużą zwinność i ułatwia skoki. Posiada dwa rodzaje sierści – dłuższy wierzchni włos ościsty i krótszy, puszysty podszerstek. Okrywa taka prawie uniemożliwia przemoczenie futra. Charakterystyczną cechą kotów norweskich jest kryza wokół szyi i „portki” na tylnych nogach. Dopełnieniem „dzikiego” wyglądu są „tufki” na szczycie uszu (jak u rysia) – same uszy są przysłonięte sierścią. Głowa ma kształt trójkąta równobocznego z prostym profilem. Dorosłe kocury osiągają 6–9 kg, kotki około 5–6 kg.

## Barwy futra
Kot norweski leśny występuje w prawie wszystkich znanych odmianach kolorystycznych. Nie występują w kolorach z oznaczeniami charakterystycznymi dla syjamów, chocolate i lila. Kolor oczu zgodny z barwą futra. Futro kota norweskiego prawie wcale się nie mechaci. Wystarczy szczotkować je raz na tydzień, tylko w okresie linienia częściej.

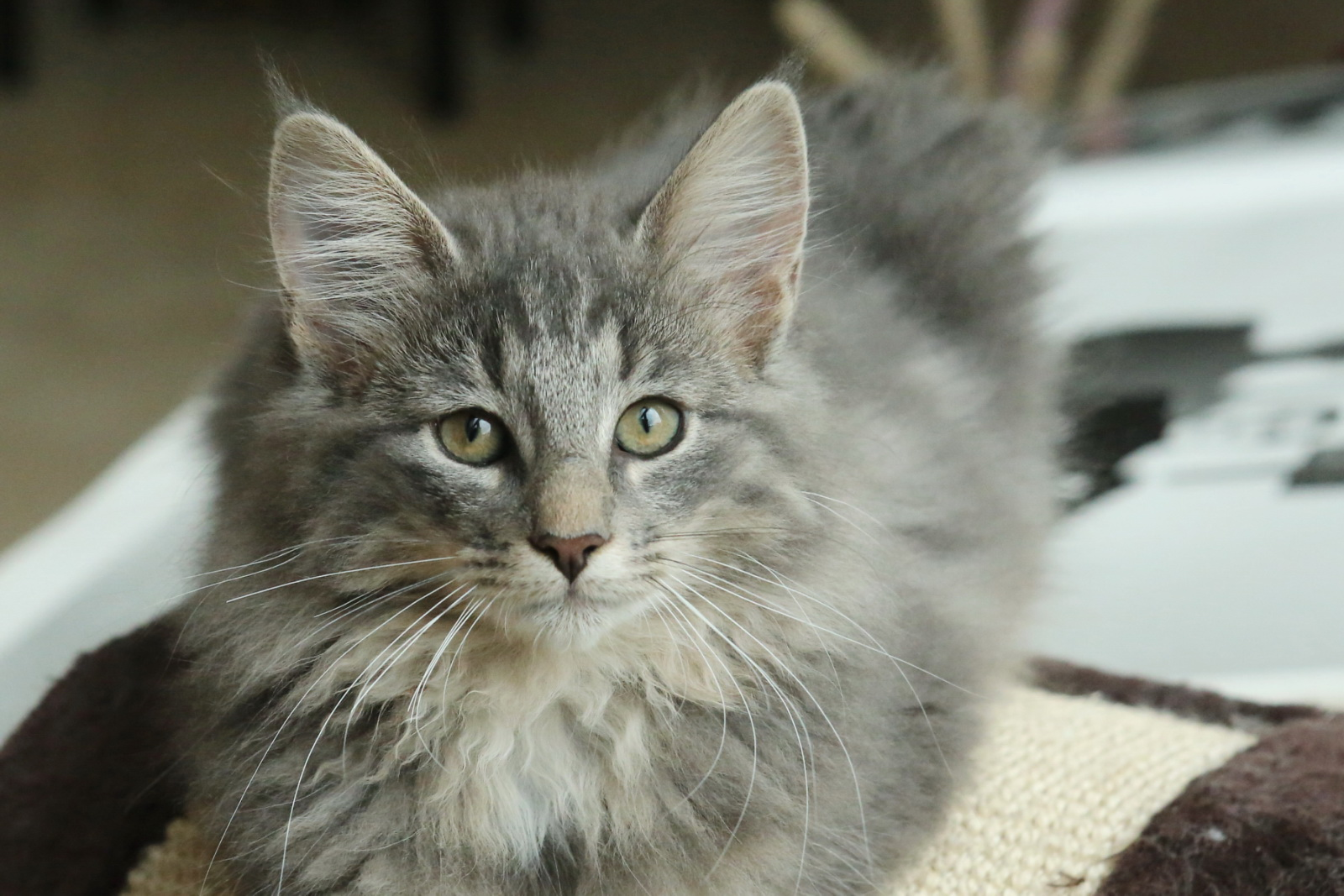
Szary
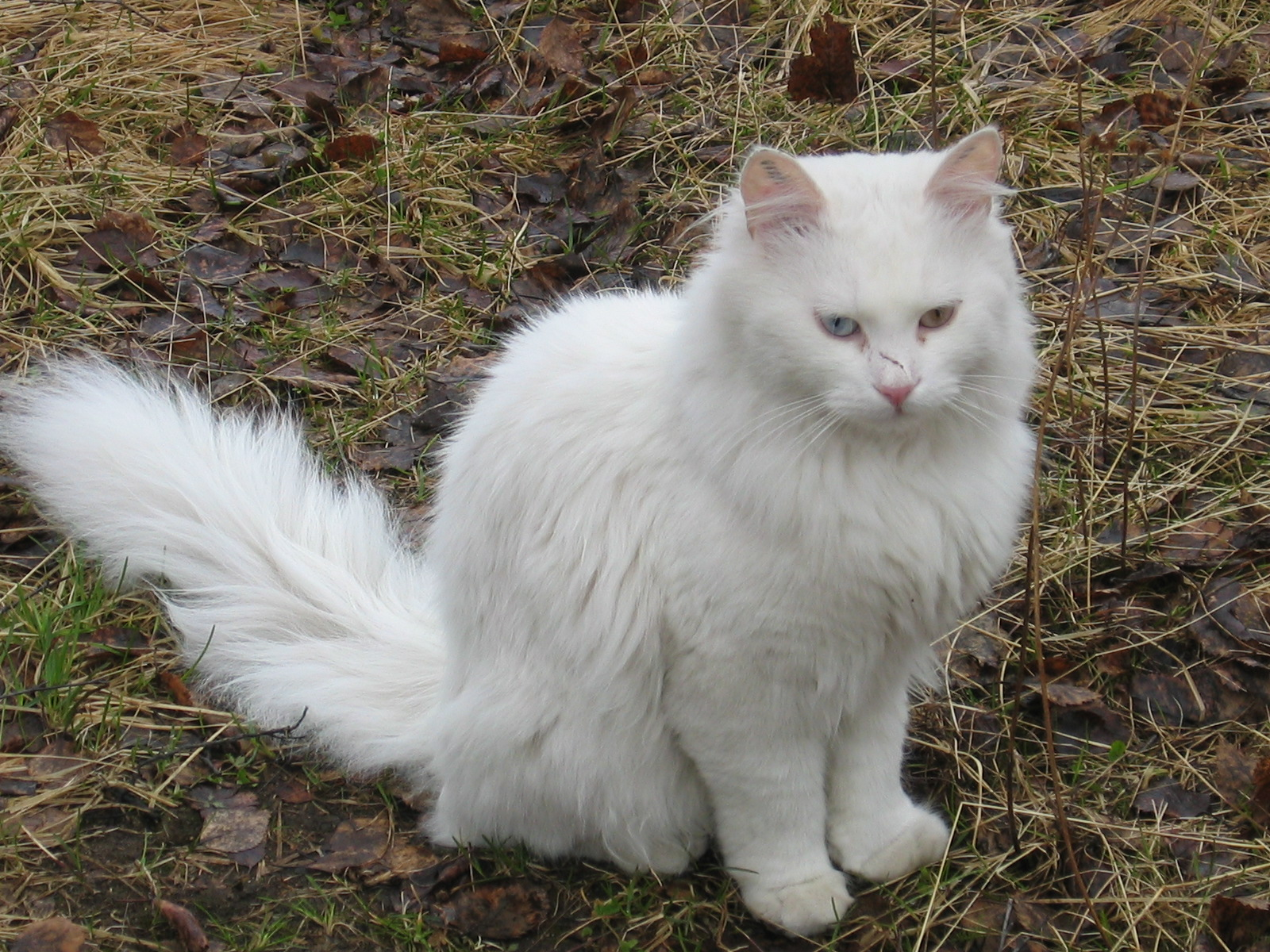
Biały
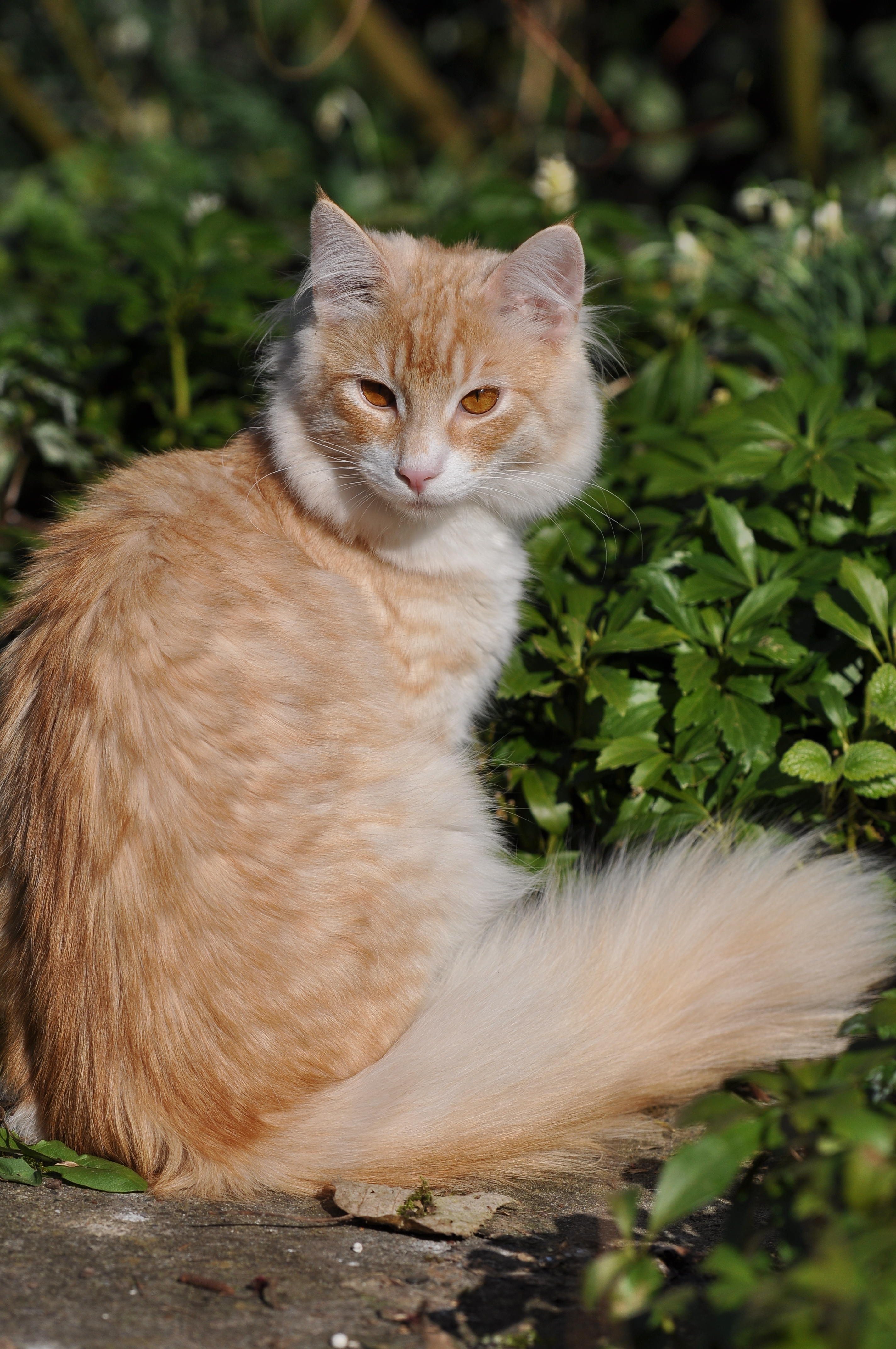
Czerwony

## Charakter
Kot norweski jest bardzo inteligentny. Przywiązuje się do właściciela i jego domu. Może żyć z innymi zwierzętami domowymi. Jednak długie lata spędzone na wolności nauczyły go nieufności wobec obcych. Młody lubi się bawić pod warunkiem, że nikt go do niczego nie zmusza. Podobnie jest z pieszczotami, które nie powinny trwać zbyt długo.
Kot ten ma zachowane silne instynkty łowcze, jest świetnym łowcą i często poluje.